# M-84AS
M-2001 (M-84AS) је прототип унапређене и модернизоване верзије југословенског тенка М-84, лиценце совјетског тенка Т-72, у Републици Србији, на почетку 21. века. Због недостатка финансијских средстава модернизација тенкова М-84 Војске Србије на виши ниво није чак озбиљно ни разматрана.
M-84AS је представила у јавност 2004. године предузеће Југоимпорт-СДПР, под називом „М-84АБ1“. Касније је преименован у M-84AS. Развијен је заједно са Русијом, а тенк показује паралеле са савременим руским програмом Т-72М1М за модернизацију тенкова из серије Т-72 који се нуди од 2005. године. У нови тенк је уграђен побољшани систем за управљање ватром са интегрисаном дневно-ноћном нишанском справом. Постојећи топ замењен је новим, који поред бољих карактеристика омогућава изузетно лаку и брзу замену топовске цеви у пољским условима. Нови тенк има могућност испаљивања противоклопне ракете са ласерским навођењем кроз цев топа чиме је омогућено прецизно дејство по непријатељским циљевима на даљинама до 6 km. У борбени комплет тенка уведен је нови поткалибарни пројектил са језгром од тешког метала, као и пројектил са вишеструком кумулативном бојевом главом, чији је основни задатак борба против савремених тенкова заштићених вишеслојним оклопима. Због све веће пробојне моћи савремених противоклопних средстава нови тенк М-84АБ1 опремљен је реактивним оклопом који пружа заштиту и против савремених тандем-кумулативних пројектила. Осим повећане оклопне заштите, нови тенк опремљен је и савременим електрооптичким системом за заштиту од дејства жично и ласерски навођених противоклопних ракета.
M-84AS је веома сличан тренутно најмодернијем руском борбеном тенку Т-90С. Првобитни назив за ову серију је Т-72БУ, али је након рата САД против Ирака преименован из маркетиншких разлога у Т-90. У односу на Т-90С, M-84AS је бржи и покретнији, док Т-90С има јачи оклоп.
У Србији је планирано да се постојећи М-84 војске Србије после 2010. модернизују на M-84AS верзију. Тенк, односно модернизација, је такође понуђена Кувајту, али је Кувајт дао предност за модернизацију својих М-84 хрватској верзији М-95 Дегман, пошто се важни делови M-84AS попут штора-система производе у Русији.

## Технички подаци
- Посада: 3 члана (командир, нишанџија и возач)
- Борбена маса: 45 т
- Дужина са топом: 9.53
- Дужина тела: 6.86
- Ширина: 3.73
- Висина: 2.23
- Мотор: 
  - В-46-ТК или В-46-ТК1
- Снага мотора: 1000 КС (В-46-ТК) или 1200 КС (В-46-ТК1)
- Специфична снага: 16.3 kW/t (В-46-ТК) или 19.6 kW/t (В-46-ТК1)
- Макс. брзина: 65 km/h (В-46-ТК) или 72 km/h (В-46-ТК1)
- Борбени радијус: 500-650 km по путу
- Снага/тежина: ~22.72 кс/т
- Специфични притисак на подлогу: 0.88 кг/цм²
- Наоружање: 
  - топ 2А46М калибар 125 
  - ПАМ М-87, калибра 12.7 
  - спрегнути митраљез М-86, калибра 7.62
- Борбени комплет: 
  - 36 граната (22 у пуњачу), калибра 125 mm
  - 5-6 противоклопне ракете 9М119М Рефлекс
  - 300 метака 12.7 
  - 1750 метака 7.62
- Оклоп 
  - еквивалента хомогене панцирне плоче од 700-730 mm за APFSDS и 1100-1300  за HEAT тип пројектила[тражи се извор]
  - (упоређење М-84: 450 mm за APFSDS и 600 mm за HEAT, Т-90С: 850-880 mm за APFSDS и 1100-1300  за HEAT)

## Корисници
- Србија - око 10 у склопу модернизације тенкова М-84.